# Tiranet reietó
El tiranet reietó (Tyrannulus elatus) és un ocell de la família dels tirànids (Tyrannidae) i única espècie del gènere Tyrannulus.

## Hàbitat i distribució
Viu als clars del bosc, bosc obertsi encara ciutats de les terres baixes, des del sud-oest de Costa Rica, Panamà, Colòmbia, Veneçuela i Guaiana, cap al sud, per l'oest dels Andes, fins al nord-oest de l'Equador i, per l'est dels Andes, a l'ample del Brasil amazònic fins l'est del Perú i nord de Bolívia.